# 尚晓汀
尚晓汀（？—），籍贯不详，中国共产党及中华人民共和国官员。

## 生平
1974年8月参加工作，1975年1月加入中国共产党，硕士研究生。1982年2月到国务院机关事务管理局工作，历任人事司副司长、司长，后勤体制改革与业务指导司司长，财务管理司司长，中央国家机关政府采购中心主任，驻京办事处管理司司长。2007年1月，任国务院机关事务管理局党组成员。2009年12月，任国务院机关事务管理局副局长。2013年，任国家机关事务管理局副局长，2017年4月卸任。